# Jałowiec pestkowaty
Jałowiec pestkowaty (Juniperus drupacea) – gatunek jałowca pochodzący ze wschodniego regionu Morza Śródziemnego z południowej Grecji, południowej Turcji, zachodniej Syrii i Libanu, rosnący na skalistych terenach na wysokości od 800 do 1700 metrów. Gatunek ten jest jedynym przedstawicielem rodzaju Juniperus w sekcji Caryocedrus i bywa wyodrębniany w rodzaj Arceuthos.

## Morfologia

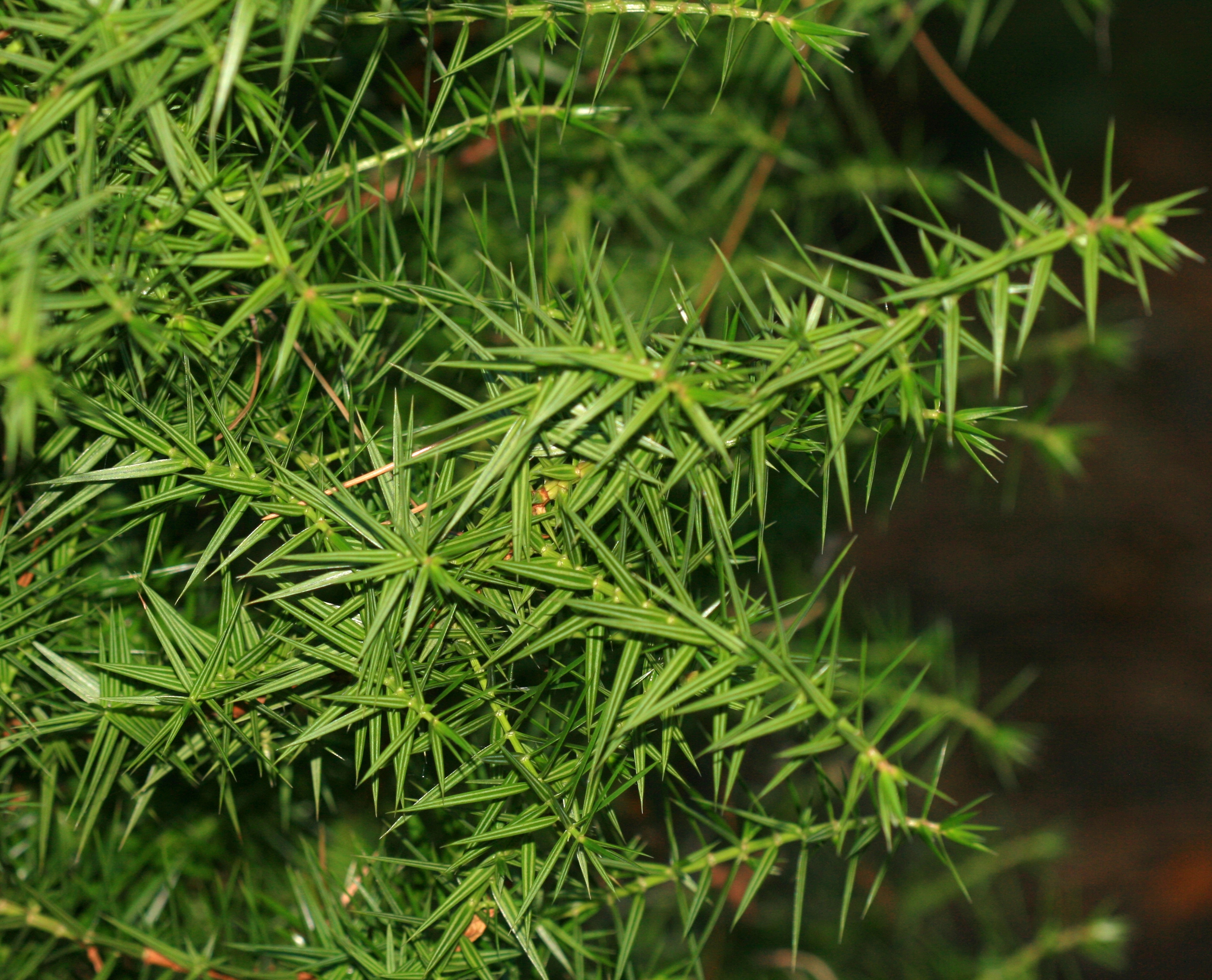
Listowie

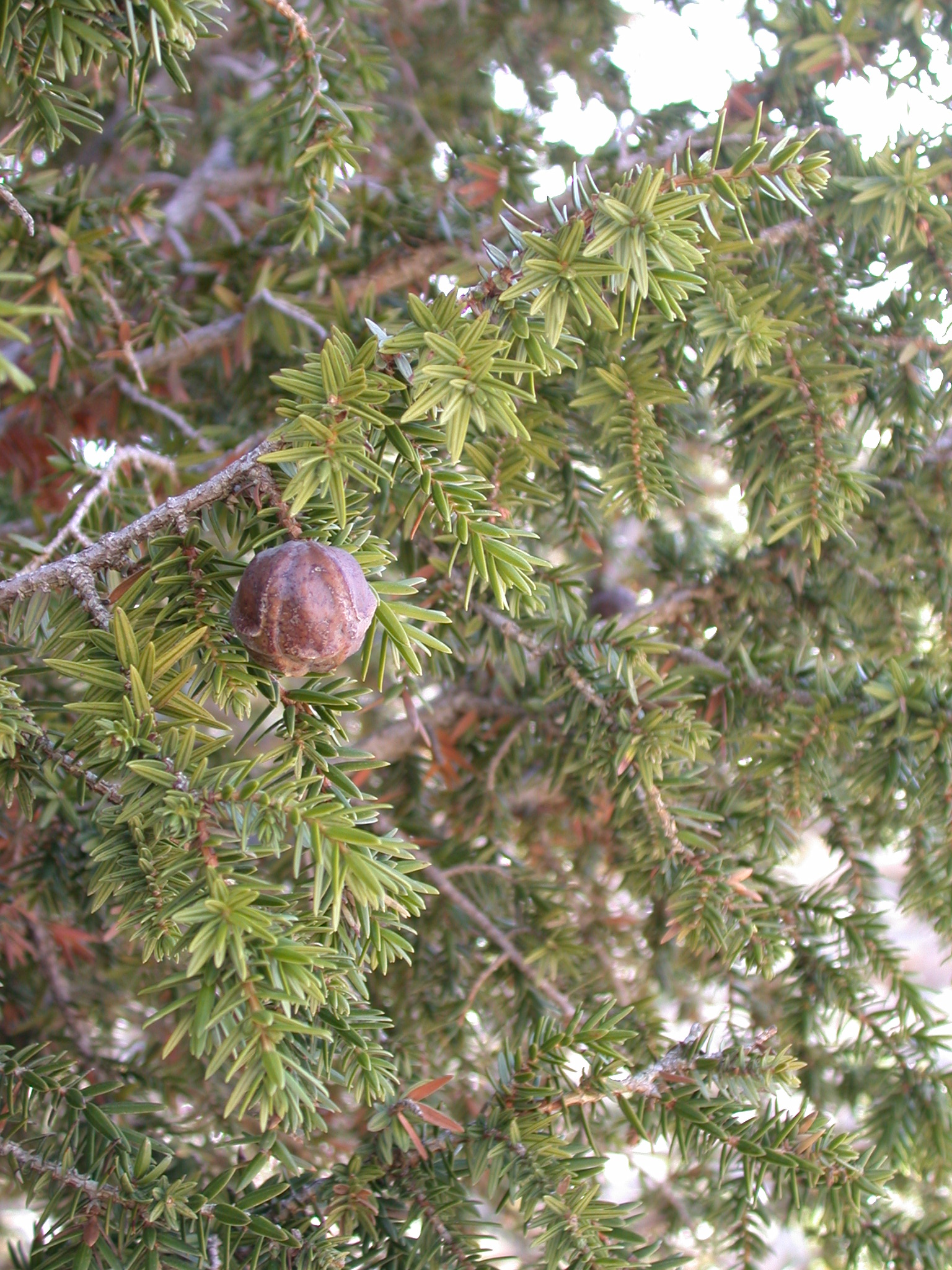
Gałęzie

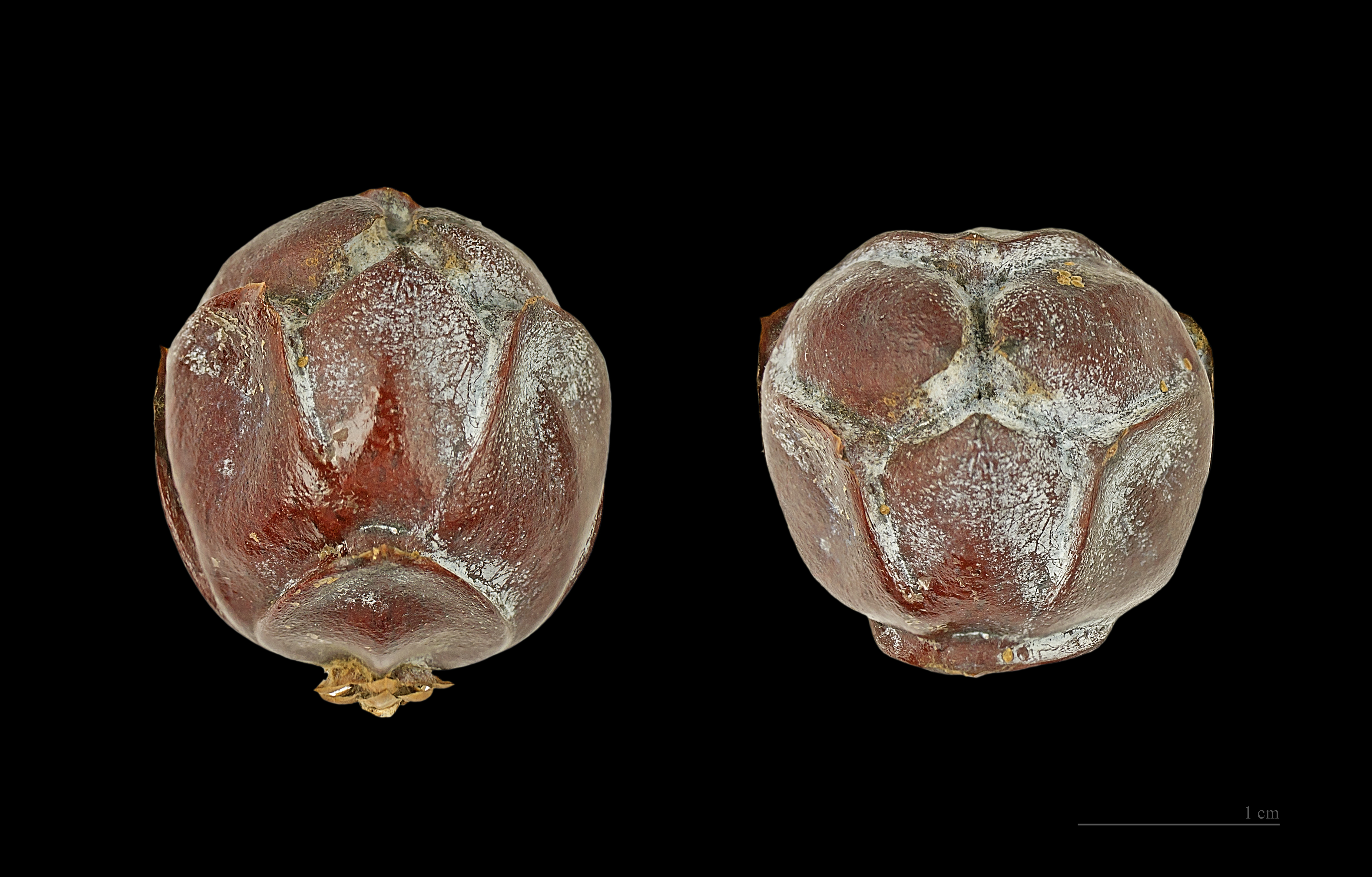
Szyszkojagody

Najwyższy gatunek jałowca wyrastający w drzewo o stożkowatym pokroju i wysokości 10–25 metrów, wyjątkowo do 40 m i pniu do 1–2 m średnicy. Ma iglaste liście zebrane w okółki po trzy. Liście są zielone, osiągają długość 5–25 mm i 2–3 mm szerokości, z podwójnym białym paskiem szparkowym (przedzielonym zielonym nerwem środkowym) na wewnętrznej powierzchni. Roślina zwykle dwupienna tj. z okazami zawiązującymi tylko kwiaty męskie lub żeńskie.
Szyszki nasienne są największe ze wszystkich jałowców, przypominają jagody, ale są twarde i suche. Początkowo zielone dojrzewają w ciągu około 25 miesięcy nabierając koloru ciemnofioletowo-brązowego z bladoniebieskim woskowym nalotem. Są jajowate do kulistych, osiągają 20–27 mm długości i 20–25 mm średnicy i mają sześć lub dziewięć połączonych łusek w 2–3 okółkach, każda łuska z lekko wzniesionym wierzchołkiem. Każda z trzech łusek wierzchołkowych zawiera pojedyncze nasiono, ale te trzy nasiona są połączone w jedną skorupę przypominającą orzech. Szyszki męskie zebrane są w grona (w przeciwieństwie do innych jałowców) składające się z 5–20 szyszek, żółte, o długości 3–4 mm i opadają wkrótce po zrzuceniu pyłku wczesną wiosną.

## Taksonomia
Ze względu na odrębne szyszki z połączonymi trzema nasionami i skupione szyszki męskie, czasami klasyfikowano go w odrębny rodzaj jako Arceuthos drupacea (Labill.) Antoine & Kotschy, ale badania genetyczne wykazały, że jest dość blisko spokrewniony z J. macrocarpa i J. oxycedrus.